# Windmühle Wendhausen
Die Windmühle Wendhausen im Ortsteil Wendhausen der Gemeinde Lehre in Niedersachsen ist seit den 1960er Jahren die einzig verbliebene Windmühle in Deutschland mit fünf Flügeln. Sie ist daher auch als Fünfflügelmühle bekannt.

## Geschichte

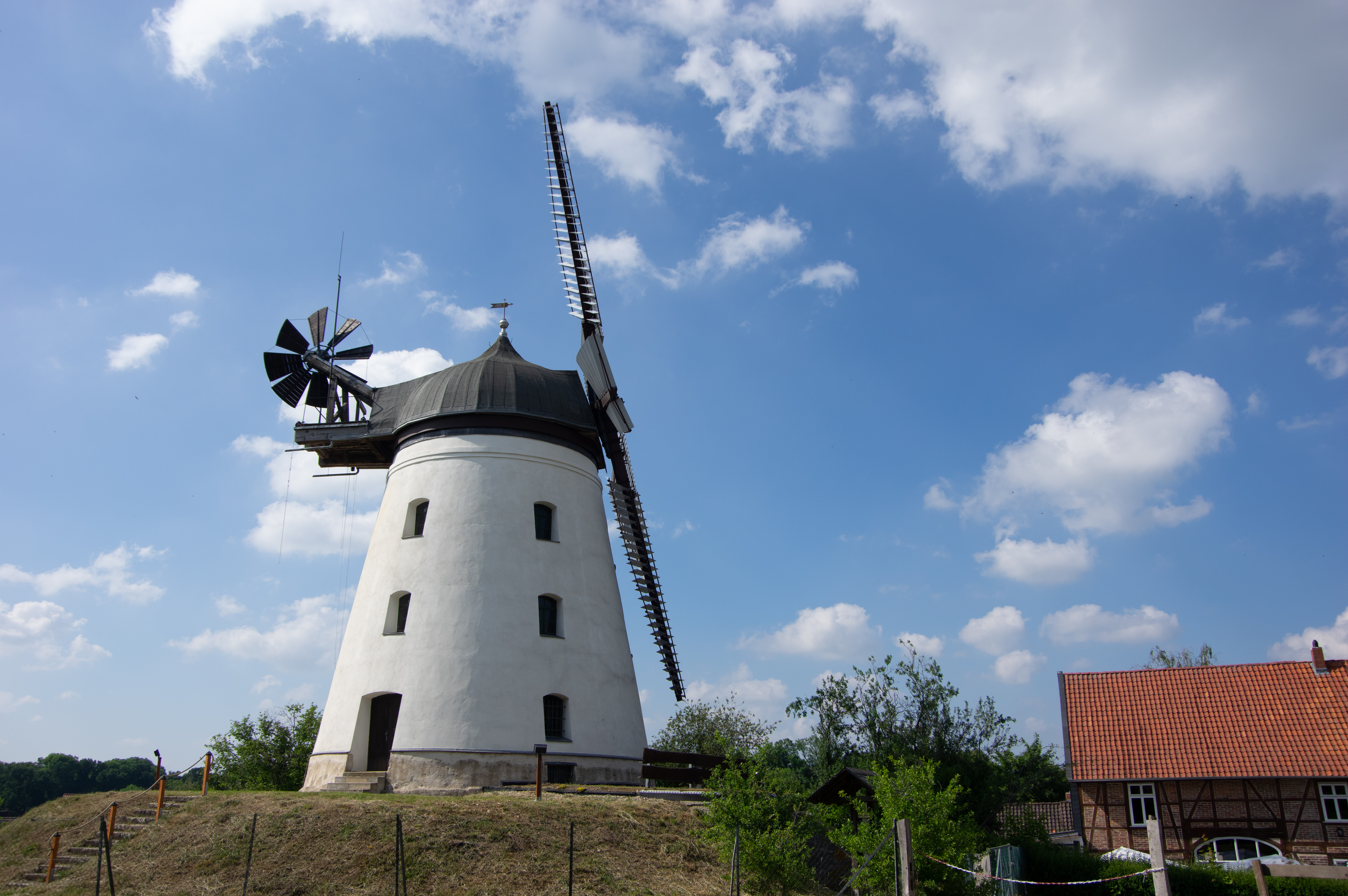
Zustand im Jahr 2020

Die Windmühle wurde 1837 von den Braunschweiger Verlegern Carl und Eduard Vieweg erbaut, die eine Wassermühle bei Wendhausen zu einer Papiermühle umbauen wollten. Die Wassermühle befand sich an der Brücke über den Fluss Schunter. Dazu erhielten die Verlegerbrüder die Auflage, als Ersatz eine Getreidemühle gleicher Mahlleistung in der Gemarkung Wendhausen zu errichten. So erhielt die neu errichtete Mühle, ebenso wie ihre Vorgängerin, drei Mahlgänge. Der Mühlenturm der als Holländerwindmühle ausgeführten Mühle ist 17 Meter hoch. Jeder ihrer fünf Flügel ist 10,45 Meter lang.
Um 1900 wurde die Mühle durch einen Sturm stark beschädigt. Es erfolgte zunächst die Stilllegung des Betriebes, bis er 1927 mit neuer Technik und elektrischem Antrieb erneut aufgenommen wurde. Als Wendhausen im Jahr 1936 zum „Nationalsozialistischen Musterdorf“ erklärt wurde, ließ man die Flügel erneuern.
Die Windmühle Wendhausen war bis 1953 in Betrieb. Nach weiteren Beschädigungen durch einen Brand, durch Stürme und nach mehreren Restaurierungen mit Mitteln der damaligen Gemeinde Wendhausen, des Landkreises Braunschweig und der Volkswagenstiftung erwarb im Jahr 1980 die Gemeinde Lehre das Gelände. Seit 1983 betreibt der Förderverein „Verein zur Erhaltung und Förderung der Holländer-Windmühle Wendhausen e. V.“ die Anlage als technisches Denkmal.

## Aktuelles

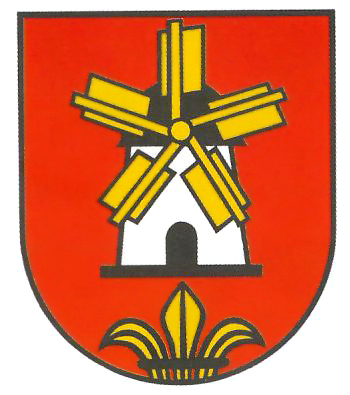
Wappen von Wendhausen

1994 wurde das Gebäude von einer Windhose beschädigt. Im November 2014 begannen umfangreiche Restaurierungsarbeiten,
die im Juli 2015 wegen eines weiteren Sturmschadens unterbrochen werden mussten.
Am  24. Juni 2016 wurde die gerade sanierte Windmühle erneut von einem Unwetter getroffen, bei dem Teile der Windrichtungsnachführung zerstört wurden.
Seit 2001 ist die Mühle eine Außenstelle des Standesamtes. Auf dem Wappen der Ortschaft Wendhausen ist die Fünfflügelmühle als Gemeine Figur dargestellt.